# Campiglossa biplagiata
Campiglossa biplagiata este o specie de muște din genul Campiglossa, familia Tephritidae. A fost descrisă pentru prima dată de Erich Martin Hering în anul 1934.
Este endemică în Switzerland. Conform Catalogue of Life specia Campiglossa biplagiata nu are subspecii cunoscute.